# L'albero degli impiccati
L'albero degli impiccati (The Hanging Tree) è un film del 1959 diretto da Delmer Daves.
Ultimo film western di Delmer Daves e di Gary Cooper, fu candidato all'Oscar 1959 per la miglior canzone (The Hanging Tree di Jerry Livingston e Mack David). È basato sul romanzo The Hanging Tree di Dorothy M. Johnson (1957).

## Trama
In un piccolo accampamento nel Montana giunge il dottor Joe Frail, uomo tormentato da un passato oscuro. Il dottore salva dall'impiccagione Rune, un giovane accusato di aver rubato una pepita, accogliendolo come suo forzato aiutante. Nel frattempo una diligenza viene assalita e l'unica superstite è Elizabeth, una giovane molto bella di origine svizzera, la quale, a causa della prolungata esposizione al sole, è affetta da temporanea cecità e necessita delle cure del dottor Frail.
Il dottore si occupa di lei con grande passione aiutandola a guarire completamente. Elizabeth si innamora del burbero dottore che però la respinge: nel suo passato infatti si nasconde una tragica vicenda che ha portato alla morte in una sola notte sua moglie e suo fratello. Elizabeth decide allora di dedicarsi alla ricerca dell'oro e, in società con Rune e con Frenchy Plante, un rozzo cercatore, investe tutte le sue energie in questa nuova avventura, senza peraltro avere alcuna fortuna.
Ma le cose cambiano in una notte di temporale, un albero viene abbattuto dal vento e rivela tra le sue radici una miracolosa fortuna. L'avidità tuttavia porta il viscido Plante a tentare di abusare di Elizabeth, ma fortunatamente il dottor Frail accorre in suo soccorso uccidendo davanti a tutti Plante.
La popolazione, tuttavia, decide di impiccare il dottor Frail, reo di aver ucciso un uomo. Proprio mentre il dottore con il cappio al collo è rassegnato al suo destino, Elizabeth e Rune barattano la sua libertà con tutto l'oro che faticosamente si sono guadagnati e cedono anche il diritto di proprietà della miniera. Il dottore è salvo, Elizabeth si volta per andarsene, ma lui la chiama e la abbraccia.

## Produzione
Il brano The Hanging Tree fu composto da Jerry Livingston e Mack David. Il motivo fu reso celebre dal cantante Marty Robbins.